# Albino Aroso
Albino Aroso Ramos (* 22. Februar 1923 in Vila do Conde; † 26. Dezember 2013 in Porto) war ein portugiesischer Arzt und Politiker. Er galt als „Vater der Familienplanung in Portugal“.

## Werdegang
Aroso wurde als dritter von sechs Brüdern geboren. Der Vater starb früh. Nach dem Besuch einer weiterführenden Schule nahm ein Medizinstudium an der Universität Porto auf, das er im Alter von 24 Jahren abschloss. Er trat in den Dienst des Hospital Geral de Santo António in Porto, wo er später Vorsitzender des Verwaltungsrats war.
1967 war er Mitbegründer der Associação para o Planeamento da Família, die zwei Jahre später die erste öffentliche und kostenlose Familienberatungsstelle in Portugal eröffnete.
Bis zu seiner Emeritierung lehrte er als außerordentlicher Professor für Gynäkologie und Geburtshilfe am Instituto de Ciências Biomédicas Abel Salazar (ICBAS) der Universität Porto.
Er war stellvertretender Staatssekretär im portugiesischen Gesundheitsministerium in der XI. konstitutionellen Regierung (1987–1991).

## Ehrungen
- 27. Oktober 1998: Großkreuz des Ordens des Infanten Dom Henrique

## Belege
1. ↑  Morreu Albino Aroso, o "pai" do planeamento familiar, portugiesisch, abgerufen am 14. Januar 2014

| Personendaten    | Personendaten                            |
| ---------------- | ---------------------------------------- |
| NAME             | Aroso, Albino                            |
| ALTERNATIVNAMEN  | Aroso Ramos, Albino (vollständiger Name) |
| KURZBESCHREIBUNG | portugiesischer Arzt und Politiker       |
| GEBURTSDATUM     | 22. Februar 1923                         |
| GEBURTSORT       | Vila do Conde, Portugal                  |
| STERBEDATUM      | 26. Dezember 2013                        |
| STERBEORT        | Porto                                    |